# Yrjö Väisälä
Pour les articles homonymes, voir Vaisala (homonymie).
Yrjö Väisälä (prononcé en finnois [ˈy.rjø ˈʋæi.sæ.læ]) est un astronome et un physicien finlandais, né le 6 septembre 1891 à Kontiolahti et mort le 21 juillet 1971 à Rymättylä.
Ses frères Kalle Väisälä (mathématicien) et Vilho Väisälä (météorologiste) connurent tous deux le succès dans leur propre domaine d'étude ; son neveu Jussi Väisälä, fils de Kalle, est professeur de mathématiques émérite.
Il fut également un fort partisan de l'espéranto et un amateur de voile.
Ses contributions majeures concernèrent le domaine de l'optique, mais il fut aussi très actif en géodésie, en astronomie et en métrologie optique. Il avait même un surnom affectueux : Magicien de Tuorla (observatoire et laboratoire d'optique), et il existe un livre portant le même titre (en finnois) qui décrit ses travaux.

## Optique
Il développa plusieurs méthodes pour mesurer la qualité des éléments optiques, ainsi que de nombreuses méthodes pratiques pour fabriquer les dits éléments.
Ceci permit la construction de certaines des plus anciennes chambres de Schmidt de grande qualité, en particulier une version « à champ aplati » connue sous le nom de « chambre de Schmidt-Väisälä ».
Le professeur Yrjö Väisälä avait développé une conception identique à celle de Bernhard Schmidt, sans la publier. Il l'avait seulement mentionnée dans des notes de cours en 1924 avec une annotation : « surface focale sphérique problématique ».
Lorsqu'il vit l'article de Schmidt, il avança rapidement et « résolut » le problème d'aplatissement du champ en plaçant une lentille doublement convexe légèrement en avant du porte-film (dans les années 1930, les films astronomiques étaient des plaques de verre) ; mais le brevet lui fut refusé à cause des distorsions trop importantes de l'image. Le système résultant est appelé « chambre de Schmidt-Väisälä » ou parfois « chambre de Väisälä » (cette solution n'est pas parfaite car des images de différentes couleurs se forment en des endroits légèrement différents).
Apprenant qu'il avait perdu la priorité de l'invention, Väisälä comprit qu'il valait mieux publier également des conceptions même lorsqu'elles n'étaient « pas tout à fait parfaites… »
Le professeur Väisälä fabriqua un petit montage test composé de sept miroirs disposés en mosaïque sur un châssis rigide en acier. Cependant cette structure s'avéra impossible à stabiliser par de simples réglages fixes, et la tentative d'utilisation suivante sur le Multiple Mirror Telescope utilisa un contrôle actif.

## Géodésie
Dans les années 1920-1930, la Finlande réalisait ses premières chaînes de triangulation précises et pour créer des sommets à grande distance, le professeur Väisälä proposa d'utiliser des flashs installés sur des ballons à 5  ou   10 km d'altitude ou sur des grosses fusées de feu d'artifice.
L'idée était de mesurer la position exacte du flash par rapport aux étoiles de fond, et connaissant précisément la position de la chambre photographique, d'en déduire la position précise d'une autre chambre. Ceci nécessitait des chambres photographiques à grand champ d'une qualité non réalisable à l'époque, et l'idée fut abandonnée.
Plus tard, le professeur Väisälä développa une méthode pour multiplier une longueur de référence optique pour déterminer précisément la longueur des lignes de base utilisées dans les chaînes de triangulation. Plusieurs lignes de base de ce type furent créées en Finlande pour la seconde campagne de triangulation de haute précision dans les années 1950 à 1960.
Le GPS rendit ces méthodes obsolètes.
Le professeur Väisälä développa aussi d'excellents outils pour mesurer la position de l'axe de rotation de la terre en construisant des télescopes zénithaux, et dans les années 1960, l'observatoire de Tuorla était parmi les premiers pour le suivi de la position du pôle nord.
À partir des années 1980, la radioastronomie permit de remplacer le suivi de la position de l'axe de rotation de la terre en utilisant comme fond fixe les quasars.
Pour ces télescopes zénithaux, le professeur Väisälä fit aussi une des premières tentatives de réalisation de miroirs liquides en mercure (ces miroirs nécessitent des vitesses de rotation extrêmement stables qu'on n'a été capable d'obtenir qu'à la fin des années 1990).

## Astronomie
Le grand télescope de Schmidt-Väisälä qu'il avait construit fut utilisé à l'université de Turku pour rechercher des astéroïdes et des comètes. Son groupe de recherche découvrit sept comètes et 807 astéroïdes.
Pour ce travail d'exploration photographique assez important, le professeur Väisälä développa également un procédé consistant à effectuer deux expositions sur la même plaque à deux ou trois heures d'intervalle et à décaler légèrement ces images. Toute paire de points qui différait du fond se déplaçait, et demandait des photos complémentaires. Cette méthode divisait par deux la consommation de film par rapport à la méthode de « comparaison par clignotement » (en anglais blink comparing), où les plaques ne sont exposées qu'une fois et sont comparées en présentant rapidement à un opérateur la première puis la seconde exposition (la comparaison par clignotement fut par exemple utilisée pour trouver Pluton).
Yrjö Väisälä découvrit notamment les comètes périodiques 40P/Väisälä, 139P/Väisälä-Oterma (cette dernière fut codécouverte avec Liisi Oterma et tout d'abord classée comme l'astéroïde 1939 TN), P/1942 EA Väisälä (Väisälä 2) et la comète non périodique C/1944 H1 Väisälä.
Le département d'astronomie de l'université de Turku est appelé VISPA : Väisälä Institute for Space Physics and Astronomy (http://www.astro.utu.fi/) en l'honneur de son fondateur.
Un cratère sur la Lune porte son nom, ainsi que les astéroïdes (1573) Väisälä et (2804) Yrjö.

## Astéroïdes découverts
| (1391) Carelia      | 16 février 1936   |
| (1398) Donnera      | 26 août 1936      |
| (1405) Sibelius     | 12 septembre 1936 |
| (1406) Komppa       | 13 septembre 1936 |
| (1407) Lindelöf     | 21 novembre 1936  |
| (1421) Esperanto    | 18 mars 1936      |
| (1424) Sundmania    | 9 janvier 1937    |
| (1446) Sillanpää    | 26 janvier 1938   |
| (1447) Utra         | 26 janvier 1938   |
| (1448) Lindbladia   | 16 février 1938   |
| (1449) Virtanen     | 20 février 1938   |
| (1450) Raimonda     | 20 février 1938   |
| (1451) Granö        | 22 février 1938   |
| (1453) Fennia       | 8 mars 1938       |
| (1454) Kalevala     | 16 février 1936   |
| (1460) Haltia       | 24 novembre 1937  |
| (1462) Zamenhof     | 6 février 1938    |
| (1463) Nordenmarkia | 6 février 1938    |
| (1471) Tornio       | 16 septembre 1938 |
| (1472) Muonio       | 18 octobre 1938   |
| (1473) Ounas        | 22 octobre 1938   |
| (1477) Bonsdorffia  | 6 février 1938    |
| (1478) Vihuri       | 6 février 1938    |
| (1479) Inkeri       | 16 février 1938   |
| (1480) Aunus        | 18 février 1938   |
| (1483) Hakoila      | 24 février 1938   |
| (1488) Aura         | 15 décembre 1938  |
| (1492) Oppolzer     | 23 mars 1938      |
| (1494) Savo         | 16 septembre 1938 |
| (1495) Helsinki     | 21 septembre 1938 |
| (1496) Turku        | 22 septembre 1938 |
| (1497) Tampere      | 22 septembre 1938 |
| (1498) Lahti        | 16 septembre 1938 |
| (1499) Pori         | 16 octobre 1938   |
| (1500) Jyväskylä    | 16 octobre 1938   |
| (1503) Kuopio       | 15 décembre 1938  |
| (1518) Rovaniemi    | 15 octobre 1938   |
| (1519) Kajaani      | 15 octobre 1938   |
| (1520) Imatra       | 22 octobre 1938   |
| (1521) Seinäjoki    | 22 octobre 1938   |
| (1523) Pieksämäki   | 18 janvier 1939   |
| (1524) Joensuu      | 18 septembre 1939 |
| (1525) Savonlinna   | 18 septembre 1939 |
| (1526) Mikkeli      | 7 octobre 1939    |
| (1527) Malmquista   | 18 octobre 1939   |
| (1529) Oterma       | 26 janvier 1938   |
| (1530) Rantaseppä   | 16 septembre 1938 |
| (1532) Inari        | 16 septembre 1938 |
| (1533) Saimaa       | 19 janvier 1939   |
| (1534) Näsi         | 20 janvier 1939   |
| (1535) Päijänne     | 9 septembre 1939  |
| (1536) Pielinen     | 18 septembre 1939 |
| (1541) Estonia      | 12 février 1939   |
| (1542) Schalén      | 26 août 1941      |
| (1548) Palomaa      | 26 mars 1935      |
| (1549) Mikko        | 2 avril 1937      |
| (1551) Argelander   | 24 février 1938   |
| (1552) Bessel       | 24 février 1938   |
| (1567) Alikoski     | 22 avril 1941     |
| (1631) Kopff        | 11 octobre 1936   |
| (1646) Rosseland    | 19 janvier 1939   |
| (1656) Suomi        | 11 mars 1942      |
| (1659) Punkaharju   | 28 décembre 1940  |
| (1677) Tycho Brahe  | 6 septembre 1940  |
| (1678) Hveen        | 28 décembre 1940  |
| (1696) Nurmela      | 18 mars 1939      |
| (1699) Honkasalo    | 26 août 1941      |
| (1723) Klemola      | 18 mars 1936      |
| (1740) Paavo Nurmi  | 18 octobre 1939   |
| (1757) Porvoo       | 17 mars 1939      |
| (1883) Rimito       | 4 décembre 1942   |
| (1928) Summa        | 21 septembre 1938 |
| (1929) Kollaa       | 20 janvier 1939   |
| (1947) Iso-Heikkilä | 4 mars 1935       |
| (2020) Ukko         | 18 mars 1936      |
| (2067) Aksnes       | 23 février 1936   |
| (2091) Sampo        | 26 avril 1941     |
| (2096) Väinö        | 18 octobre 1939   |
| (2194) Arpola       | 3 avril 1940      |
| (2204) Lyyli        | 3 mars 1943       |
| (2243) Lönnrot      | 25 septembre 1941 |
| (2258) Viipuri      | 7 octobre 1939    |
| (2292) Seili        | 7 septembre 1942  |
| (2299) Hanko        | 25 septembre 1941 |
| (2333) Porthan      | 3 mars 1943       |
| (2379) Heiskanen    | 21 septembre 1941 |
| (2397) Lappajärvi   | 22 février 1938   |
| (2454) Olaus Magnus | 21 septembre 1941 |
| (2464) Nordenskiöld | 19 janvier 1939   |
| (2479) Sodankylä    | 6 février 1942    |
| (2486) Metsähovi    | 22 mars 1939      |
| (2502) Nummela      | 3 mars 1943       |
| (2512) Tavastia     | 3 avril 1940      |
| (2535) Hämeenlinna  | 17 février 1939   |
| (2638) Gadolin      | 19 septembre 1939 |
| (2639) Planman      | 9 avril 1940      |
| (2678) Aavasaksa    | 24 février 1938   |
| (2679) Kittisvaara  | 7 octobre 1939    |
| (2690) Ristiina     | 24 février 1938   |
| (2715) Mielikki     | 22 octobre 1938   |
| (2716) Tuulikki     | 7 octobre 1939    |
| (2733) Hamina       | 22 février 1938   |
| (2737) Kotka        | 22 février 1938   |
| (2750) Loviisa      | 30 décembre 1940  |
| (2802) Weisell      | 19 janvier 1939   |
| (2820) Iisalmi      | 8 septembre 1942  |
| (2826) Ahti         | 18 octobre 1939   |
| (2885) Palva        | 7 octobre 1939    |
| (2898) Neuvo        | 20 février 1938   |
| (2962) Otto         | 28 décembre 1940  |
| (2972) Niilo        | 7 octobre 1939    |
| (3037) Alku         | 17 janvier 1944   |
| (3099) Hergenrother | 3 avril 1940      |
| (3166) Klondike     | 30 mars 1940      |
| (3212) Agricola     | 19 février 1938   |
| (3223) Forsius      | 7 septembre 1942  |
| (3272) Tillandz     | 24 février 1938   |
| (3281) Maupertuis   | 24 février 1938   |
| (3522) Becker       | 21 septembre 1941 |
| (3606) Pohjola      | 19 septembre 1939 |
| (3897) Louhi        | 8 septembre 1942  |
| (4181) Kivi         | 24 février 1938   |
| (4266) Waltari      | 28 décembre 1940  |
| (4512) Sinouhé      | 20 janvier 1939   |
| (5073) Junttura     | 3 mars 1943       |
| (5153) Gierasch     | 9 avril 1940      |
| (6073) 1939 UB      | 18 octobre 1939   |
| (6572) Carson       | 22 septembre 1938 |